# Didier Gondola
Didier Gondola, né en 1966, est un historien spécialiste de l'histoire de l'Afrique au XXe siècle. Il enseigne depuis 2022 à l'université Johns Hopkins dans le Maryland aux États-Unis.

## Biographie
Didier Gondola a obtenu en 1987 une licence d'histoire à l'université Panthéon-Sorbonne en 1987 puis une maitrise à l'université Paris 7-Denis-Diderot l'année suivante.
En 1993, il a soutenu une thèse de doctorat en histoire intitulé « Migration et villes congolaises au XXe siècle : processus et implications des mouvements campagnes/villes à Léopoldville et à Brazzaville (c. 1930-1970) » sous la direction de Catherine Coquery-Vidrovitch. Cette thèse a donné lieu à la publication du livre Villes miroirs : migrations et identités urbaines à Kinshasa et Brazzaville, 1930-1970 en 1996.
En 1994, il commence à enseigner aux États-Unis. En 1999, il devient assistant professor au sein de l'université de l'Indiana (campus IUPUI) avant d'y devenir associate professor en 2003 puis professor en 2009.
En 2022, il quitte l'université de l'Indiana pour l'université Johns Hopkins, toujours aux États-Unis.

## Travaux

### La mode du western au Congo dans les années 1950
Didier Gondola a travaillé sur l'influence des westerns sur la construction de certaines identités masculines à Kinshasa dans les années 1950,. Il décrit un « culte du cowboy » : certains jeunes de la ville se sont approprié l'identité de la figure du cowboy véhiculée par des films américains qui leur étaient accessibles. Cette bande de jeunes se faisait appeler « les Bills »,.

### André Matswa et le matswanisme
Didier Gondola s'est intéressé au parcours d'André Matswa, pionnier des luttes de contestation contre l'ordre colonial en Afrique Équatoriale française dès les années 1920. L'ouvrage de Didier Gondola insiste sur les dimensions politiques de son histoire et montre, après l'étude de Martial Sinda de 1972, que le matswanisme doit être compris dans sa dimension politique et pas seulement religieuse. Matswa était un assimiliationniste : pour lui, l'obtention de la citoyenneté française pouvait être pensée comme étape incontournable à l'accès à de nouveaux droits et de meilleures conditions de vie pour les habitants de l'AEF.
Le livre Matswa vivant relate notamment l'engagement de Matswa dans le corps des tirailleurs sénégalais et sa participation à la guerre du Rif en janvier 1924 ainsi que la création de l’Amicale des originaires de l'Afrique-Équatoriale française. Le premier objectif de ce collectif était d'apporter de l'aide et une structure d'entraide aux soldats africains démobilisés en métropole. Ensuite, l'Amicale a pris une tournure plus politique en prenant position contre des injustices de la colonisation. Gondola montre que la revendication principe de l'Amicale est alors celle de l'augmentation de l'offre scolaire en AEF.
Par ailleurs, Didier Gondola a étudié dans ce livre le mouvement messianique né après la mort de Matswa, le matswanisme. André Matswa est mort en détention en 1942 mais son corps n'a pas été rendu à la famille par les autorités françaises. Gondola explique : « le matswanisme est né à ce moment-là, lors de ce malentendu: il y a eu une attente mystique et messianique de Matswa ».
Enfin, l'historien a décrit les conditions d'existence de Matswa à Paris dans les années 1920 : parmi ses nombreux métiers, il a tenu une petite boutiques aux Halles où il vendait de petits objets d'ivoire, des peaux de fauve, des peaux de serpents tandis qu'il vendait au Congo des livres en français et des vêtements. Il avait ainsi un rôle de passeur d'objets. Lors de ses années parisiennes, Matswa avait un côté dandy et pouvait s'apparenter à un précurseur de la sape.

### Travaux sur les collections d'art africain et les questions de restitution

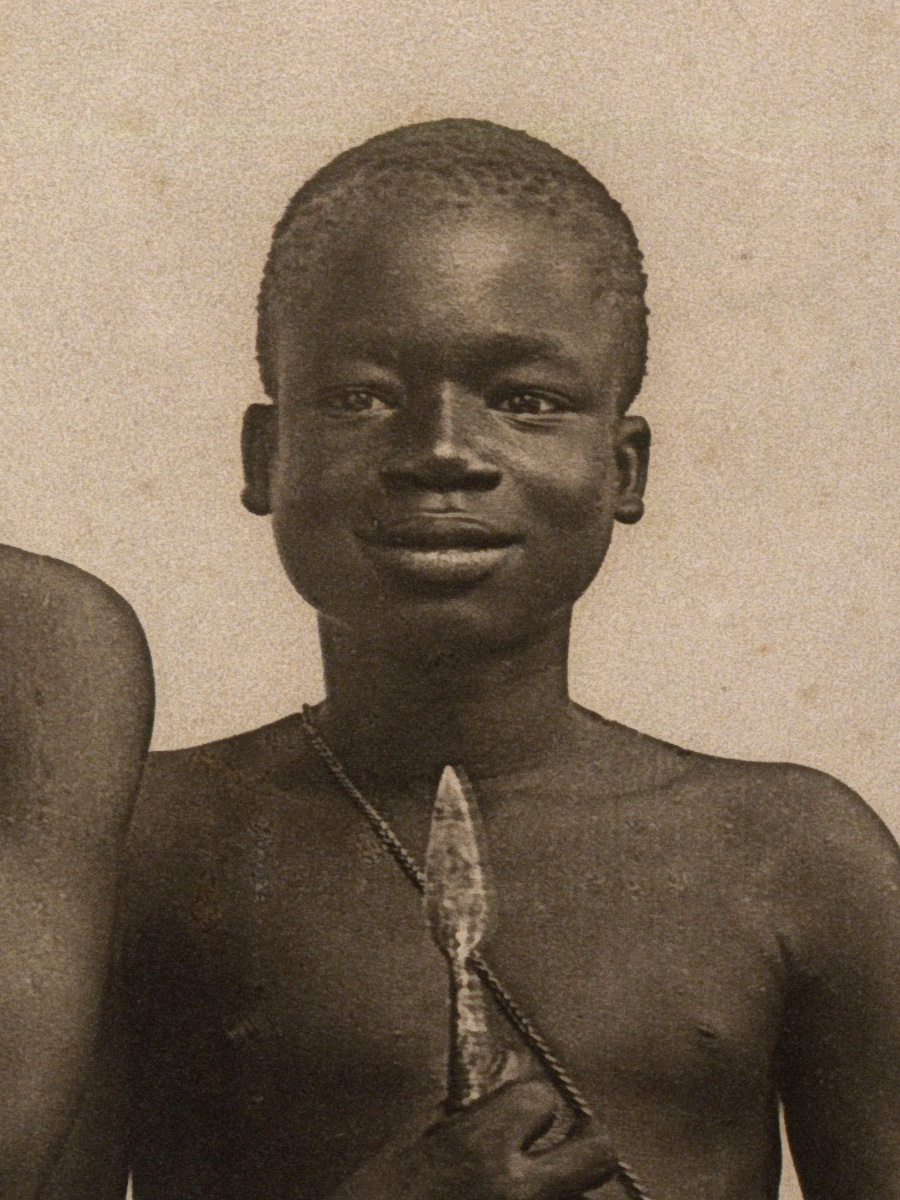
Photographie d'Ota Benga à l'Exposition universelle de Saint-Louis en 1904

En 2024, Didier Gondola a été commissaire scientifique de l’exposition « ReThinking Collections » à l’AfricaMuseum (janvier-septembre 2024) et a publié dans ce cadre l'ouvrage (Re)Making Collections avec Sarah Van Beurden et Agnès Lacaille.
Il est également membre du Comité international pour la mémoire d'Ota Benga, un Pygmée du peuple des Mbuti  connu pour avoir été exposé, pendant près de deux ans au début du XXe siècle, en tant que véritable captif, notamment au Zoo du Bronx. L'International Ota Benga Memorial Committee est basé à Lynchburg (ville où Ota Benga est mort en 1916) et milite en faveur du retour des restes d'Ota Benga en Ituri (RDC).

## Ouvrages

### Ouvrages individuels
- Villes miroirs : migrations et identités urbaines à Kinshasa et Brazzaville, 1930 - 1970, Paris, L'Harmattan, coll. « Collection "Villes et entreprises" », 1996, 478 p. (ISBN 978-2-7384-4868-2)
- (en) The History of Congo, Westport, Connecticut, Greenwood Press, 2002, 215 p. (ISBN 0-313-31696-1)
- Africanisme : la crise d'une illusion, Paris, L'Harmattan, 2007 (ISBN 978-2-296-03849-3)
- (en) Tropical cowboys : Westerns, violence, and masculinity in Kinshasa, Bloomington & Indianapolis, Indiana University Press, coll. « African expressive cultures », 2016, 255 p. (ISBN 978-0-253-02066-6, 978-0-253-02077-2 et 978-0-253-02080-2)
- Matswa vivant : anticolonialisme et citoyenneté en Afrique-Équatoriale française, Éditions de la Sorbonne, coll. « Internationale », 2021, 478 p. (ISBN 979-10-351-0604-1)

### Ouvrages collectifs
- En codirection avec Peter J. Bloom et Charles Tshimanga, Frenchness and the African Diaspora: Identity and Uprising in Contemporary France, Bloomington, Indianapolis, Indiana University Press, 2009, 321 p. (ISBN 978-0-253-35375-7)
- En codirection avec Sarah Van Beurden et Agnès Lacaille, (Re)Making collections: origins, trajectories, & reconnections = La fabrique des collections : origines, trajectoires & reconnexions, Tervuren, Musée royal de l'Afrique centrale, coll. « Studies in social sciences and humanities », 2023, 336 p. (ISBN 978-94-6459-636-6)